# Gimli
Gimli é uma localidade no município rural de Gimli, situada no lado ocidental do lago Winnipeg, na província de Manitoba, no Canadá.
Gimli foi colonizada por descendentes de islandeses e depois por novos contingentes de imigrantes islandeses. A região, que se tornou conhecida como Nova Islândia, tem preservado a cultura e a língua islandesas no Canadá, e desde 1874 Gimli tem celebrado este património com o Festival da Islândia, que recebe milhares de turistas durante três dias por ano, em agosto. Esta mostra oferece obras de arte no centro de Gimli, de joias a pinturas, e também pratos tradicionais islandeses. Um dos pintores locais mais talentosos é Charlie McPherson, cujo trabalho, que representa a paisagem local, foi exibido no museu de arte, bem como ao longo da parede do molhe que se estende do centro de Gimli até ao lago.
Gimli também organiza um festival de cinco dias de cinema de verão, durante o qual os filmes são projetados num ecrã no lago e a assistência está na praia.
A cidade tornou-se famosa em 1983 por na sua pista de aviação desativada ter conseguido aterrar sem motores o voo Air Canada 143.